# Alison Sudol
Alison Loren Sudol (Seattle, 23 de dezembro de 1984), também conhecida por seu apelido musical A Fine Frenzy, é uma cantora, compositora, pianista e atriz norte-americana. É conhecida também por interpretar Queenie Goldstein na franquia Fantastic Beasts and Where to Find Them.

## Biografia

### Infância e adolescência
Nascida em Seattle, Washington, filha de dois professores de Artes Dramáticas (John Sudol e Sandra Grace West-Moore), Alison Sudol e a sua mãe mudaram-se para Los Angeles depois de os seus pais se separarem quando ela tinha 5 anos. Ela não via muito o seu pai, John Sudol, enquanto crescia. Alison S. cresceu ouvindo uma grande variedade artistas e estilos musicais, incluindo Aretha Franklin, Ella Fitzgerald, e swing. Ela graduou-se da escola secundária com apenas 16 anos, e considerava-se "nerd e calma." Sudol não "bebia ou fumava ou fazia coisas desse género." Ela afirmou numa entrevista: "Eu estava tão nervosa sobre ir para a Universidade assim super nova. Eu decidi tirar dois anos para tentar decidir o que fazer com a música. E quando eu tinha 18 anos, eu estava tão envolvida que não quis parar". Com dezoito anos, Sudol começou a sua primeira banda, Monro.
Alison Sudol têm uma paixão pela literatura e debruçou-se sobre os trabalhos de C. S. Lewis, E. B. White, Lewis Carroll, Anthony Trollope e Charles Dickens. O nome da sua banda, "A Fine Frenzy," é tirado de um verso de William Shakespeare na obra Um Sonho de Uma Noite de Verão: "The poet's eye, in a fine frenzy rolling, doth glance from heaven to earth, from earth to heaven" (Theseus, Acto 5, Cena 1). Depois de aprender sozinha a tocar piano, ela colocou a sua energia criativa na escrita de músicas.
A pequena demo que ela enviou chamou a atenção de Jason Flom da EMI, que a contratou depois de visitar a sua casa e ouvi-la tocar.

### Carreira musical

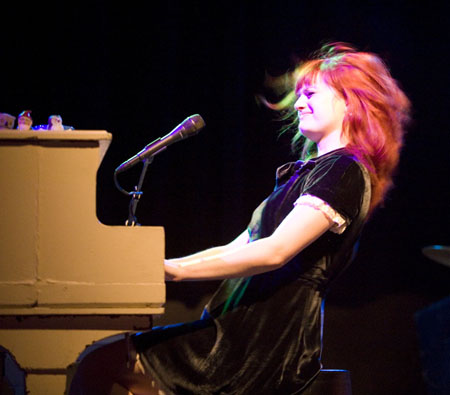
Sudol a tocar piano.

Em Março de 2007 apareceu no South by Southwest (SXSW) abrindo o concerto dos The Stooges. Pouco tempo depois saiu o seu álbum de estréia, One Cell in the Sea, foi lançado com críticas geralmente positivas. O primeiro single "Almost Lover", alcançou o número 25 no Billboard's Hot Adult Contemporary Tracks chart. Em meados de 2007, ela abriu o concerto de Rufus Wainwright na sua turnê. Em Março e Abril de 2008, Alison Sudol começou a sua própria turnê nos E.U.A. e Canadá. Em Abril ela continuou a turnê pela França, Bélgica, Alemanha e Suíça. Em Setembro de 2008, Alison foi a estrela da abertura do festival 'New Pop Festival' organizado pela Alemanha, broadcaster SWR3. Ela voltou a Alemanha, Áustria e Suíça em Novembro de 2008.
A sua música "You Picked Me" foi escolhida no iTunes como o "Free Single of the Week" na semana de 14 de Agosto de 2007. No VH1 o tema foi escolhido como a música “You Oughta Know". Em Outubro de 2008, a SIC escolheu o tema "You picked me" como o tema do canal.
O seu álbum vendeu até agora mais de 300,000 cópias. Em 2008 foi lançado na Alemanha, Áustria, Suíça e Polónia. Em cada um desses países o álbum alcançou o top das 30+. Com o seu primeiro single, "Almost Lover,"  alcançou o número 8 na Alemanha, o número 10 no Swiss Charts e o número 5 na Áustria.
Alison é uma pessoa reservada, contudo  desenvolveu uma reputação de "acessível" e "amigável",  e fala regularmente com os fans após os concertos.
A Fine Frenzy já visitou por duas vezes Portugal; uma no Super Bock em Stock de 2008 e outra na XIV Gala dos Globos de Ouro interpretando o tema "You picked me".
O segundo álbum de estúdio Bomb in a Birdcage, foi lançado a 8 de Setembro de 2009. O primeiro single, "Blow Away," foi lançado no dia 17 de Julho de 2009 seguido de mais dois singles, "Happier" e "Electric Twist." No dia 23 de Novembro de 2009 um DVD com filmagens de um concerto gravado em 2007, A Fine Frenzy Live at the House of Blues Chicago, foi lançado no iTunes.
Na atuação no Sundance 2012, foram revelados vários nomes de canções para o novo álbum incluindo "Avalanches" e "Riversong."  Na revista Lucky de Março de 2012 Alison Sudol revelou o título do novo álbum, Pines.

### Cinema
Alison também é atriz e já atuou em filmes e séries. Contanto, seu trabalho mais marcante foi em Fantastic Beasts and Where to Find Them (2016), adaptação cinematográfica do livro homônimo da escritora britânica J. K. Rowling, que serve como prequela para a saga Harry Potter. No longa, Alison interpreta Queenie Goldstein, uma Legilimente (pessoa capaz de ler mentes).

## Discografia

### Álbuns
- One Cell in the Sea (2007), Virgin Records, EMI
- A Bomb in a Birdcage (2009), Virgin Records, EMI
- Oh Blue Christmas (2009), Virgin Records, EMI
- Pines(9 de Outubro de 2012), Virgin Records, EMI[7]

### EPs
- Introducing A Fine Frenzy - EP DVD (2007) - "Come on, come out", "Almost Lover", "Whisper", "You picked me"
- Demo – EP (2006) - "Rangers", "Almost Lover", "The Well"
- Live Session (iTunes Exclusive) - EP (2007) - "Almost Lover", "The Minnow & the Trout", "Borrowed Time", "Last of Days"
- Come On, Come Out (2008) - "Come On, Come Out" + Nachtwandler Protone Mix, "Love Sick", "Devil's Trade"
- Oh Blue Chistmas (2009)

### Singles
- "Blow Away" (2009)
- "Almost Lover" (2007)
- "Rangers" (2007)
- "Come On, Come Out" (2008)

### Bandas sonoras
- Dan in Real Life (2007) - "Fever"
- Sleepwalking (2008) - "Come On, Come Out
- Powder Blue (2009) - "Ride-Goldrush"
- New Year's Eve (2011) - "The Fun Begins"

### Compilações
- Stockings By the Fire (Starbucks Entertainment Compilation) (2007) - "Let it Snow"